# Tidslinje över Krimkrisen 2014
Den här artikeln ger en detaljerad tidslinje över Krimkrisen 2014, under dess mest akuta fas från sent i februari till sent i mars. För mer översikt och bakgrund till de här händelserna, se Krimkrisen.

## Tidslinje februari–mars 2014

### 23 februari
- Ukrainska medier hävdade att en demonstration på mellan 5 000 och 15 000 deltagare hölls i Simferopol, till stöd för den nya regimen i Kiev.[1][2]

- I Sevastopol viftade tusentals människor med plakat som bad "Moder Ryssland" att rädda dem.[3]

- I Kiev protesterade tusentals personer mot den nya regimen och röstade[förtydliga] för att etablera en parallell administration och civila försvarsgrupper med stöd av ryska motorcykelgäng.[4]

- Krims dåvarande ukrainsk utsedda premiärminister Anatolij Mohyljov förklarade att republiken skulle genomföra alla lagar som stadfästs i det ukrainska parlamentet.[5]

### 24 februari
- Fler demonstranter samlades utanför Sevastopols administrationsbyggnad.[6] Proryska demonstranter, däribland "nykosacker", krävde att en rysk medborgare skulle utses till borgmästare (något som stadsfullmäktige vägrade gå med på) och satte ner ryska flaggor vid stadshuset. De delade också ut flygblad där man samlade frivilliga till ett medborgargarde och varnade för att "den blå-bruna Europesten var i antågande".[7] Sevastopol valde Aleksej Tjalyj som borgmästare, som ersättare för Vladimir Jatsuba som tidigare tillsatts från Kiev.[8]

### 25 februari
- Flera hundra proryska demonstranter samlades vid Krims parlament i Simferopol för att kräva en folkomröstning om Krims självständighet.[9]

### 26 februari
- Rysslandsvänliga demonstranter och demonstranter som stöder det nya styret i Kiev drabbade samman på Krim. Enligt hälsovårdsmyndigheterna skadades cirka tjugo personer, och i Simferopol dog en man – sannolikt av en hjärtattack – i samband med demonstrationerna. Demonstranter från båda sidor samlades utanför parlamentsbyggnaden i Simferopol och skrek slagord till varandra. Polisen försökte hålla de två sidorna åtskilda.[10]

### 27 februari
- En mängd maskerade män ockuperade ett antal viktiga byggnader på Krim, inklusive parlamentsbyggnaden och flygplatserna i Simferopol och Sevastopol.[11][12][13] De förstörde nästan all telekommunikationsutrustning och Internetförbindelser mellan Krim och övriga Ukraina.[14]

- Medan parlamentsbyggnaden var under belägring, avskedade parlamentet den lokala regeringen och ersatte ordföranden för det lokala ministerrådet (även benämnd som Krims premiärminister), Anatolyj Mohyljov, med Sergej Aksionov.[15] De ryska trupperna som var stationerade på Krim enligt ett bilateralt avtal förstärktes, och två fartyg från den ryska Östersjöflottan kränkte ukrainskt vatten.[16][17]

- Det regionala parlamentet i Krim beslutade att Krims invånare ska få folkomrösta om utvidgad autonomi för Krim. Det ursprungliga datumet för folkomröstningen var satt till 25 maj 2014, samma dag som Ukraina håller presidentval.[18][19] Någon dag senare ändrades detta till 30 mars, och den nya regimen på Krim erkände samtidigt att trupper från Ryska federationen "bevarar ordningen" i republiken.[20]

### 1 mars
- Rysslands president Vladimir Putin fick dumans tillstånd att kunna sätta in trupper på Krim eller i (andra delar av) Ukraina, för att "skydda ryska medborgares säkerhet". Dagen efter hade inget beslut fattats om att så ska ske.[21]

- Den störtade ukrainske presidenten Viktor Janukovytj skrev ett brev där han bad Rysslands president Vladimir Putin om att ”ingripa med militära styrkor i Ukraina” för att upprätta fred och stabilitet.

### 2 mars
- Ukraina påbörjade mobilisering av sina reserver inom försvarsmakten.

- Ukrainas flottchef Denis Berezovskyj övergav flottans högkvarteret i Sevastopol och berättade i ett uttalande på rysk tv att han bytt sida och svor trohet till det proryska folket och myndigheterna i Krim. Autonoma republiken Krims regeringschef Sergej Aksionov tillkännagav senare att Krim ska få en egen flotta, som ska ledas av Berezovskyj.

### 3 mars
- Ryska styrkor övertog gränspostering vid färjeläget på den ukrainska sidan av Kertjsundet. Detta sund skiljer Krimhalvön från Ryssland (Kubanhalvön).

### 5 mars
- Belägringen av flera ukrainska militärbaser på halvön rapporterades kvällen den 5 mars ha börjat avvecklas. Däremot sades militärbaserna i Perevalnoje, Feodosija och Kertj fortfarande vara under belägring.

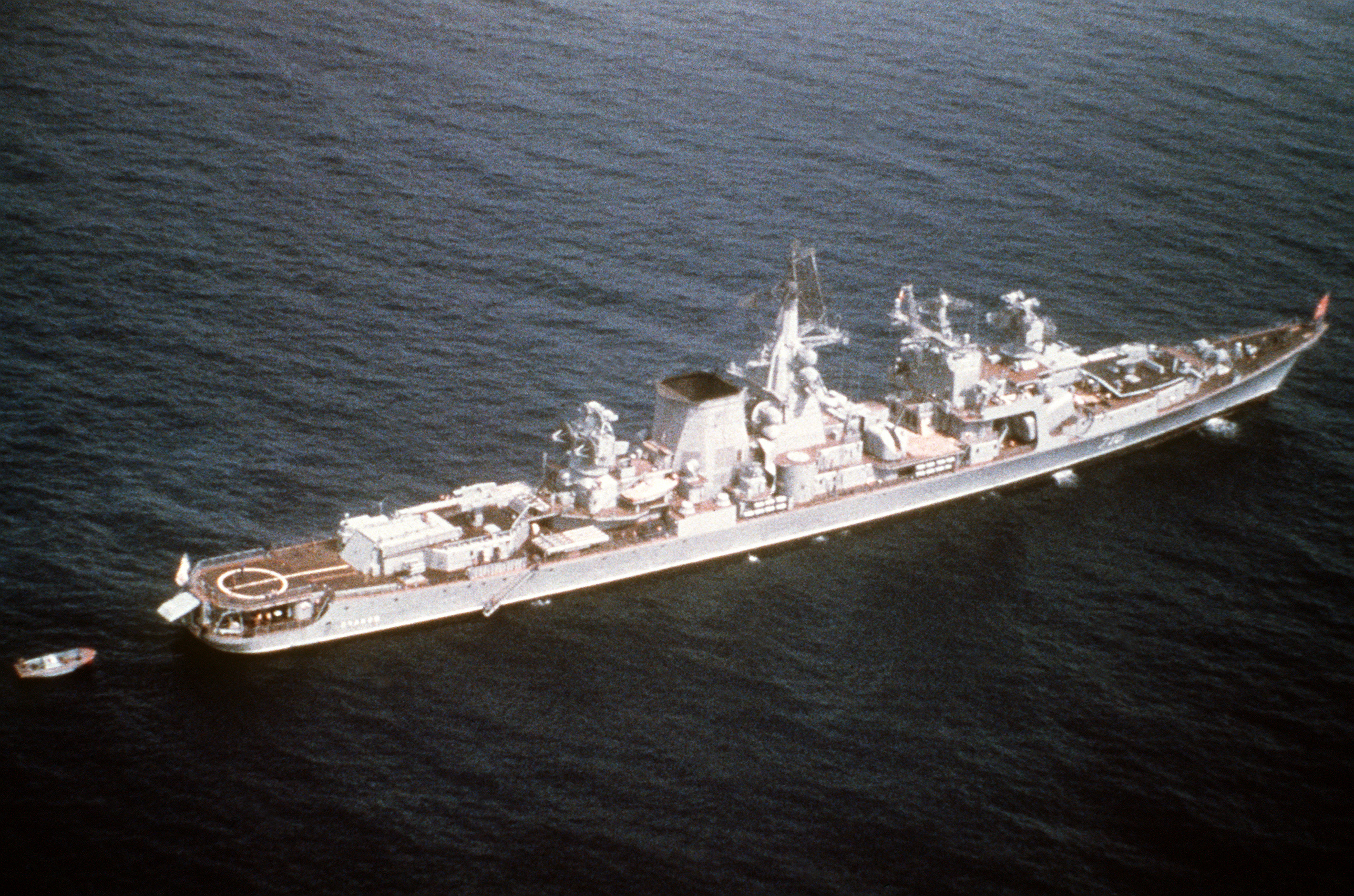
Den uttjänta ryska kryssaren Otjakov, som sedan 6 mars ligger som sänkt blockadfartyg utanför en ukrainsk flottbas på västra Krim.

- Under kvällen/natten till 6 mars sänkte den ryska flottan ett av sina uttjänta skepp (kryssaren Otjakov) utanför Södra svartahavsbasen (Південна військово-морська база, Pivdenna vijs'kovo-mors'ka baza) i Novoozerne på västra Krim. Genom sänkningen i mynningen av Donuzlavlagunen stängde man inne den ukrainska flottenhet på fem skepp som är stationerad på basen.[22][23]

### 6 mars
- Parlamentet på Krim röstade torsdagen den 6 mars enhälligt för att bli en del av Ryssland. Parlamentet har bett den ryska presidenten Putin och ryska parlamentet i Moskva att överväga denna begäran.

- Den kommande folkomröstningen om Krimregionens status är ytterligare tidigarelagd, planerad att nu hållas den 16 mars. Då ska Krimborna svara på frågan om huruvida de vill att Krim ska vara en del av Ukraina eller ansluta sig till Ryssland.[24] Denna hastigt utlysta folkomröstning, i ett läge där republiken befunnit sig under rysk militär kontroll, har utlöst starka internationella reaktioner. Representanter för bland annat Polen och USA har uttryckt farhågor om rysk expansionism med rötter i historien.[25]

- Under dagen stoppades den ukrainska TV-kanalen 1+1:s sändningar i Krim, enligt rapporter på direkt uppmaning från det nya styret i delrepubliken. Den ryska kanalen Rossija tog därefter över kanalens plats i etern.[26][27]

- Under dagen samtalade USA:s och Rysslands presidenter återigen i telefon för andra gången på en vecka. Denna gång varade samtalet en timme. USA:s president Barack Obama ansåg att det fortfarande fanns en fredlig lösning på konflikten, genom att ryska trupper drog sig tillbaka till sina baser, Ukrainas och Rysslands regeringar inledde direkta samtal och att internationella observatörer skulle få övervaka området i stöd för de etniska ryssarnas rättigheter i Ukraina.[25]

- Samma dag förvägrades en delegation av OSSE-observatörer tillträde till Krim. De 43 observatörerna från 23 länder stoppades av oidentifierade män i militära kläder och fick vända tillbaka till Cherson.[25]

### 7 mars
- För andra dagen i rad stoppades observatörerna från OSSE från tillträde till Krim. I organisationens högkvarter i Wien rapporterades Rysslands delegation motsätta sig alla försök av OSSE att planera en långvarig placering av dess observatörer i Ukraina.[28]

- Enligt ukrainska tidningsrapporter utförde den ryska svartahavsflottan under morgontimmarna en ny sabotageaktion, genom att sänka ytterligare ett av sina skepp utanför den ukrainska Södra svartahavsbasen (se 5 mars). Denna gång gällde det en brandbekämpningsbåt på 30-40 ton som placerades vid inloppet till Donuzlavlagunen.[29]

- Trots konflikten valde Ukraina att delta i de paralympiska spelen i Sotji, efter att tidigare ha hotat med bojkott. Valerij Susjkevytj, ordförande i Ukrainas paralympiska kommitté meddelade att laget kommer att lämna spelen omedelbart om situationen mellan länderna förändras.[30] Ukraina markerade vid invigningen mot arrangören genom att endast skicka en ensam deltagare fanbäraren, Mychailo Tkatjenko.[31] Spelen var en stor sportslig succé för Ukraina som vann 25 medaljer och därmed blev näst bästa nation sett till antalet medaljer.[32]

### 8 mars
- Den 8 mars försökte observatörsstyrkan från OSSE för tredje gången få tillträde till Krim. Den här gången fick de vända tillbaka efter att varningsskott avlossats av de styrkor som upprätthåller gränsblockaden mellan Krim och övriga Ukraina.[33]

- Den nye premiärministern Aksionov i Krimrepubliken hävdade att proryska styrkor på 11 000 personer nu kontrollerade hela området och att de belägrade de ukrainska militärbaser som ännu inte gett upp.[34]

### 9 mars
- Tre eller fyra Euromajdan-aktivister rapporterades ha blivit bortförda av beväpnade män, vid två separata incidenter på Krim.[35]

- Tiotusentals personer demonstrerade både för och emot Ryssland i Ukraina. I Sevastopol drabbade demonstranterna från de olika sidorna samman. Tiotusentals personer demonstrerade också i Krims huvudstad Simferopol, och även här anordnades marscher såväl för som emot Ryssland.[36]

### 10 mars
- Nato meddelade att Natoambassadörerna på ett möte i Bryssel hade beslutet att inleda spaningsflygningar med AWACS-plan över Östeuropa. Flygningarna skulle ske vid Ukrainas gräns, för att bättre övervaka läget i Ukraina.[37]

- Ryska trupper intog den ukrainska flottbasen i Bachtjysaraj på centrala Krim.[38]

### 11 mars
- Det proryska styret i Krim förklarade sin självständighet från Ukraina, inför folkomröstningen. Vladimir Konstantinov, talman i Krims parlamentet, sa att "Det är uteslutet att Krimhalvön återgår till att tillhöra Ukraina".

- I det ukrainska parlamentet beslutades att "det regionala styret på Krim" kan komma att upplösas om inte den planerade folkomröstningen ställs in senast den 12 mars. Ukrainas tillförordnade försvarsminister Ihor Tenjutj meddelade att Ukrainas försvarsmakt har försatts i höjd beredskap i landets östra och södra regioner.

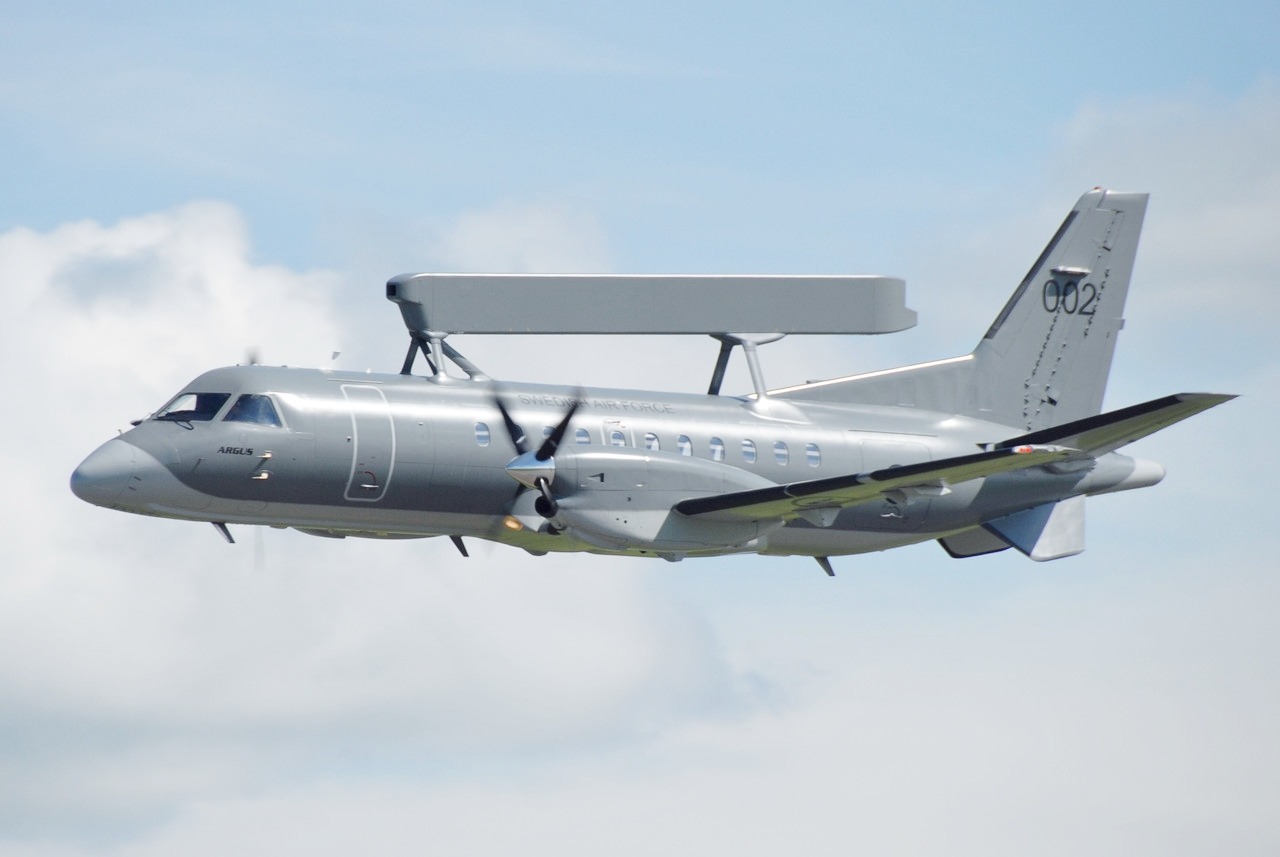
S-100B Argus

- Den civila flygtrafiken till Krim stoppades, förutom den som kommer från Moskva.

- Sverige meddelade att den svenska regeringen har beslutat att det Svenska flygvapnet, med ett S-100B Argus-plan (Saab 340) från Luftstridsskolan i Uppsala, ska sättas in i flygövervakningen av ukrainsk territorium (utom Krimhalvön). Detta sker på begäran från den nya Jatsenjuk-regeringen i Kiev. Tanken är att OSSE-representanter från Norge, Storbritannien och Belgien ska vara med ombord på det svenska planet, som ska påbörja rekognoseringarna 13 mars.[39] S-100B Argus är utrustad med  Saab Microwave Systems flygburna radar Erieye. Systemet används för stridsledning och luftbevakning (STRIL). Radarstrålen styrs elektroniskt och kan spana efter flygplan såväl som fartyg och har en räckvidd på cirka 450 km, vilket gör att rekognoseringsplanet inte behöver att flyga över Krimhalvön för att följa den militära aktiviteten där. Radarbilden kan länkas ned till stridsledningscentraler, StriC, varifrån man också kan fjärrstyra radarsystemet.

### 12 mars
- Enligt Ukrainas säkerhetpolis greps under natten en grupp med ryska militärer av den ukrainska säkerhetstjänsten (SBU), i närheten av staden Cherson. Det finns ingen information om hur många som greps. Ledaren var enligt SBU en officer i den ryska militära underrättelsetjänsten, som kom från staden Rjazanvid. Vid gripandet hade han ett falskt ukrainskt pass. Detta var de första krigsfångarna som Ukraina har tagit i konflikten. Ryssland påstod att de inte hade någon militär i Cherson-området.[40]

- En gemensam flottövning i Svarta havet, med deltagande av USA, Bulgarien och Rumänien, påbörjades. Övningen sköts dagen innan upp, med hänvisning till dåligt väder. USA deltog med bland annat robotjagaren USS Truxtun, som var baserad i Italien. Övningsområdet ligger bara några tiotal landmil sydväst om Krimhalvön.[41]

- Ryssland inledde en större militärövning i tre ryska regioner gränsande till Ukraina. Övningarna ska pågå fram till slutet av mars, meddelade Rysslands försvarsministerium.[42]

### 13 mars
- Som ett svar på Natos ökade aktiviteter i Ukrainas närhet placerade Ryssland ut extra stridsflygplan i Vitryssland, på den allierade vitryska regimens begäran.[42]

### 14 mars
- Ukrainska analytiker och regeringsrepresentanter beräknade att Ryssland nu förlagt 20 000 soldater på Krimhalvön. 12 000 av dem var kopplade till Rysslands svartahavsflotta (som är baserad i Sevastopol, där Ryssland enligt avtal kan få placera upp till 25 000 soldater), medan resten beräknades vara infanteri och fallskärmstrupper som hämtats in från Ryssland. Ögonvittnen[vem?] på östra Krim (färjestaden Kertj, mitt emot Kuban-halvön i Ryssland) meddelade att Ryssland under dagen landsatte fler pansarfordon, och rapporter fanns om att ett tåg med 14 stycken uppskjutningsramper för luftvärnsmissiler av typen S-300 stod på järnvägsstationen.[43]

- Efter att vårsäsongens två första omgångar av Ukrainska ligan i fotboll Premjer-liha hade blivit inställda på grund av Krimkrisen kom matcherna igång igen. Ligans två Krimlag, Tavrija Simferopol och FK Sevastopol, har dock inte kunnat spela sina hemmamatcher på Krim som har flyttats till annan plats eller ställts in.[44]

### 15 mars
- Enligt ukrainska källor, gick en trupp på 80 man från Ryssland Försvarsmakten i land vid Azovska sjön i närheten av byn Strilkove i Cherson oblast och besatte byn med stöd av fyra stridshelikoptrar och tre pansarfordon.[45]

- Den ukrainska gränskontrollen mot den moldaviska utbrytarrepubliken Transnistrien höjde sin beredskap. Transnistriens utrikesministerium klagade i ett uttalande på att Ukraina under det senaste dygnet vägrat inresetillstånd till personer som inte kunnat förklara sin närvaro i Ukraina. Bland annat har personer i kamouflagemundering förvägrats passage in i Ukraina.[46] Transnistrien har sedan Sovjetunionens sammanbrott haft ryska trupper stationerad, och området har en i första hand rysktalande befolkning.

- Ryssland stoppade med ett veto en resolution i FN:s säkerhetsråd som skulle ha ogiltigförklarat den planerade folkomröstningen i Krim. Kina avstod från att rösta.[47]

- Flera av Natos webbplatser, bland annat Nato.int, blev utsatta för en omfattande denial of service-attack sent under kvällen. Vanligtvis rör det sig dylikt om ett överlastningsangrepp. Den ukrainska hackergruppen Cyber Berkut har tagit på sig attacken. Attacken har, enligt Nato, inte haft någon inverkan på Natos verksamhet, och deras experter arbetar med att få upp webbplatserna igen.[48]

### 16 mars
- Folkomröstningen i Krim genomförs med mycket högt valdeltagande. Omkring 1,5 miljoner var röstberättigade och nästan 60 procent av dem anser sig vara ryssar. Den officiella siffran för valdeltagandet angavs till 82,71 procent, omkring 40 procent av krimtatarerna röstatade. 95,5 procent av de som röstade sade ja till att anslutas till Ryssland. 3,5 procent röstade för att stanna i Ukraina och 1 procent av rösterna var ogiltiga. En grupp internationella observatörer finns på plats i Krim. Den inkluderar medlemmar från bland annat österrikiska, bulgariska, tyska, grekiska, ungerska, italienska, lettiska, franska och polska organisationer. Organisationen för säkerhet och samarbete i Europa, OSSE, har inga observatörer på plats, eftersom de inte betraktar folkomröstningen som laglig. Parlamentet i Krim ska sammanträda på måndagsförmiddagen (dagen efter) för att stadfästa resultatet av folkomröstningen. På eftermiddagen ska en delegation från parlamentet resa till Moskva för att diskutera en anslutning till Ryssland och formellt begära medlemskap i Ryska federationen.[49][50][51]

- Folkomröstningen förväntas medföra någon form av sanktioner och straffåtgärder mot Ryssland från EU och USA, redan den 17 mars, som en markering mot den unilateralt utlysta omröstningen. En del[vilka?] EU-stater är dock ovilliga att vidta sanktioner och kan anse att det fortfarande finns möjligheter till en uppgörelse genom fortsatta samtal.[52]

### 17 mars
- USA presenterade en sanktionslista som medför reseförbud och frysta tillgångar i USA för totalt elva personer:[53]

Vladislav Surkov, rysk president-medarbetare
Sergey Glaziev, rysk president-rådgivare
Leonid Slutskij, rysk politiker
Andrej Klisjas, rysk politiker
Valentina Matvijenko, rysk politiker
Dmitrij Rogozin, vice premiärminister
Jelena Mizulina, krimsk politiker
Viktor Janukovytj, ukrainsk exil/ex-president
Viktor Medvedtjuk, ledare för separatistisk Krim-gruppering
Sergej Aksionov, premiärminister i Krim
Vladimir Konstantinov, talman för Krims parlament
- EU:s utrikesministrar beslutade om en lista på 21 personer, 13 ryssar och åtta från Krim, vars agerande enligt EU har "underminerat eller hotat Ukrainas territoriella integritet, självbestämmande och självständighet".[53]

På EU-listan finns följande personer med från Krim:
Sergej Aksionov, premiärminister i Krim
Vladimir Konstantinov, talman i Krims parlament
Rustam Temirgaliev, vicetalman i Krims parlament
Denis Berezovsky, avhoppad före detta ukrainsk flottchef nu krimsk flottchef
Aleksej Tjalyj, borgmästare i Sevastopol
Pjotr Zima, chef för säkerhetstjänsten SBU på Krim
Jurij Zjerebtsov, rådgivare till Vladimir Konstantinov
Följande personer från Krim:
Sergej Tsekov, vicetalman i Ukrainas parlament.
Följande personer från Ryssland:
Viktor Ozerov, ordförande i det ryska överhusets säkerhets- och försvarsutskott
Vladimir Dzjabarov, vice ordförande i överhusets internationella utskott
Andrej Klisjas, ordförande i överhusets justitieutskott
Nikolaj Ryzjkov, ledamot av överhuset, före detta premiärminister i Sovjetunionen
Jevgenij Busjmin, vice talman i överhuset
Aleksandr Totoonov, ledamot av överhuset
Oleg Pantelejev, biträdande ordförande i överhusets utskott för parlamentsfrågor
Sergej Mironov, ledamot av underhuset, tidigare talman i överhuset
Sergej Zjeleznjak, vice talman i underhuset
Leonid Slutskij, ordförande i underhusets utskott för OSS-frågor
Aleksandr Vitko, befälhavare för ryska Svartahavsflottan
Anatolij Sidorov, befälhavare för Rysslands västra militärdistrikt
Aleksandr Galkin, befälhavare för Rysslands södra militärdistrikt
- Rysslands president Vladimir Putin undertecknade ett dekret som erkänner "Republiken Krim" som självständigt från Ukraina.

### 18 mars

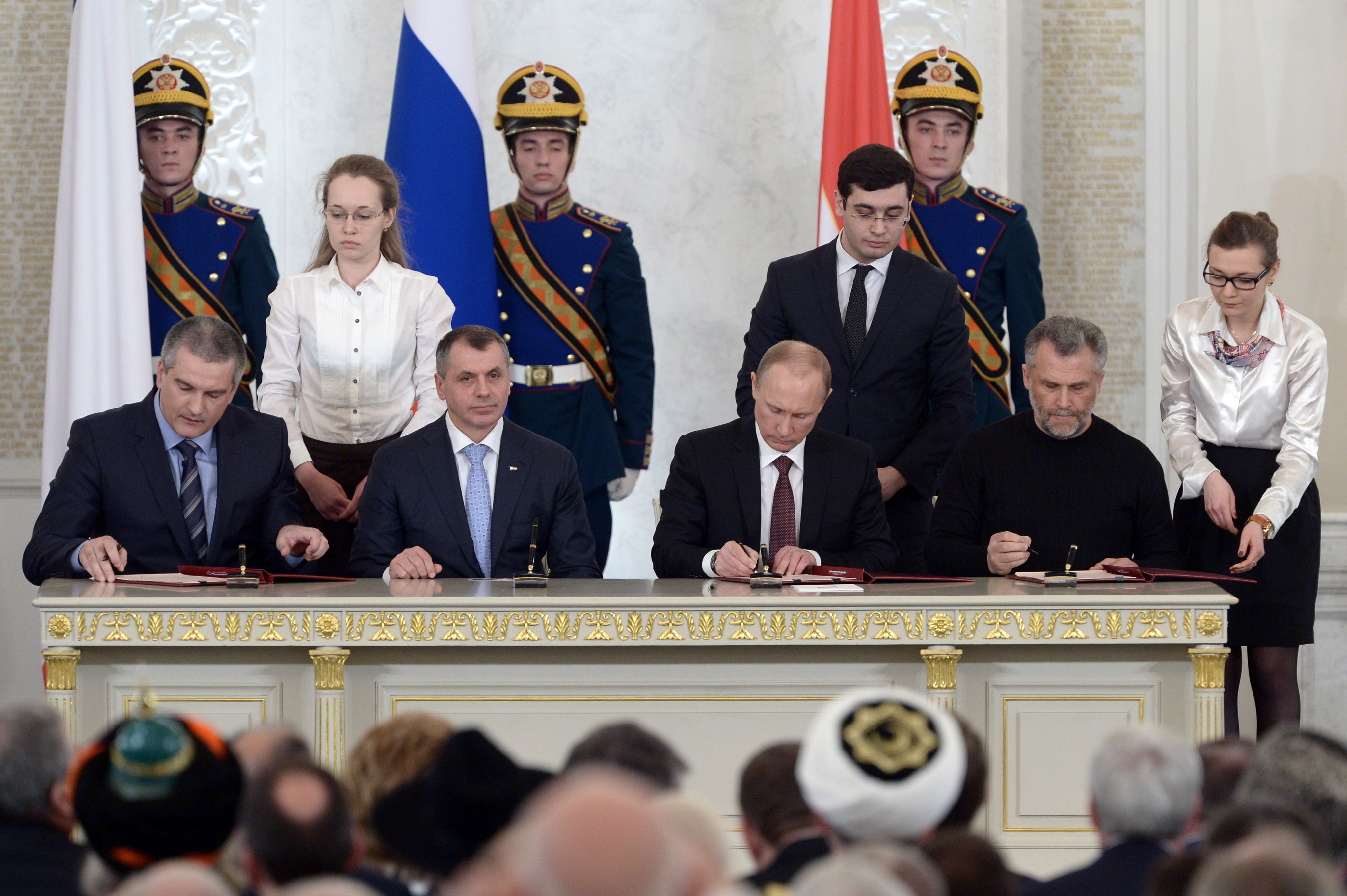
18 mars 2014 undertecknade Vladimir Putin, Vladimir Konstantinov, Sergej Aksionov och Aleksej Tjalyj avtalet om Republiken Krims inlemmande i Ryska federationen.

- Ryssland upptar Krim i två olika delar som  nya ”subjekt” i den ryska federationen. Den ena är Republiken Krim, och den  andra är ”den federala staden Sevastopol”. Det har att göra med att  Sevastopol under Sovjettiden formellt inte  tillhörde Krim, utan var direktstyrt från Moskva. När  sovjetrepubliken Ukraina övertog Krim följde inte Sevastopol med, men när  Ukraina blev självständigt 1991 fördes Sevastopol över till Ukraina.[54]

- En ukrainsk underofficer dog efter att ha skjutits i nacken och en annan skadades, i samband med en rysk räd mot en avdelning inom det ukrainska försvarets topografiska enhet i Simferopol. Det är oklart om anläggningen stormades av ryska soldater eller prorysk milis.[55][56] Även en prorysk milisman sköts ihjäl under räden. Båda dödades av en misstänkt krypskytt. De begravdes fyra dagar efter vid en gemensam ceremoni.[57]

- Tre parlamentsledamöter partiet Svoboda; Ihor Mirosjnitjenko, Andrij Illjenko och Bohdan Beniuk kom till Persjyj Natsionalnyj Kanals högkvarter i Kiev och trängde sig in till direktören Oleksandr Pantelejmonovs kontor, där de angrep honom och tvingade honom att under hugg och slag underteckna sin egen avskedsansökan. En videoupptagning av hur de misshandlar Pantelejmonov fick enorm spridning på Internet. Svoboda lade själv ut videon på nätet, som vidarepublicerades av webbtidningen Ukrainska Pravda. De tre politikerna ses där högljutt ifrågasätta att Persjyj Natsionalnyj Kanal tidigare samma dag hade sänt den ryske presidenten Vladimir Putins tal om Rysslands annektering av den ukrainska halvön.[58]

- En 31-årig svensk man bosatt i Charkiv, som tidigare hade deltagit i Euromajdan-demonstrationerna, greps av den ryska säkerhetstjänsten FSB misstänkt för att spionera på de ryska trupperna i Belgorod eftersom han hade tagit bilder av ryska soldater, vapen, stridsvagnar och militärfordon och flygplan som tillfälligt fanns stationerade i gränsområdet inne på ryskt territorium. Han visade sig också ha bilder från Euromajdan-demonstrationerna i Kiev liksom bilder från demonstrationer i Tbilisi. Dagen efter, klockan fyra på morgonen, utvisades och släpptes svensken och hans ukrainske chaufför. De kunde sedan åka tillbaka till Ukraina i deras polskregistrerade Mercedes.[59][60]

### 19 mars
- Flera hundra män tillhörande proryska självförsvarstrupper stormade portarna och tog därefter över den ukrainska flottans högkvarter i Sevastopol.[61] Marinchefen Serhij Hajduk blev ”tillfälligt gripen”, medan självförsvarstrupper följde de ukrainska militärerna ur Krim för att skydda dem från ”möjliga provokationer”.[62] Ryska trupper tog även över flottbasen i Novoozerne på västra Krim.[61] och anläggningen i Bachtjysaraj, tre mil söder om Simferopol.[63]

- Chefen för Ukrainas nationella säkerhetsråd Andrij Parubij meddelade att Ukraina planerar att evakuera de omkring 25 000 ukrainska militärerna och deras familjer som finns på Krim  "snabbt och effektivt".[64]

- Ukraina beslutade sig för att omedelbart lämna organisationen Oberoende staters samvälde och införa visumregler för ryssar.[65]

- Ukraina valde att bojkotta fäktnings-VM i Moskva. En annan idrottslig konsekvens av oron i Ukraina är att ishockeylaget Donbass Donetsk inte kan spela sina hemmamatcher i KHL-slutspelet i Ukraina. Laget kommer istället att spela sina hemmamatcher i Bratislava. Donbass Donetsk möter Lev Prag i kvartsfinalen.[66]

### 20 mars
- EU lade tolv nya personer på sin sanktionslista mot Ryssland. På listan finns följande personer[67]:

Dmitrij Kiseljov, chef för nyhetskanalen Russia Today
Dmitrij Rogozin, Rysslands vice premiärminister
Valentina Matvijenko, ordförande för ryska parlamentets överhus
Sergej Glaziev, presidentrådgivare
Vladislav Surkov, presidentrådgivare
Sergej Narysjkin, talesman för Duman
Aleksandr Nosatov, vicekommendör för den ryska Svartahavsflottan
Valerij Kulikov, vicekommendör för den ryska Svartahavsflottan
Michail Malysjev, ordförande för Krims valkommission
Valerij Medvedev, ordförande för Sevastopols valkommission
Igor Turtjenjuk, kommendör för de ryska styrkorna på Krim
Jelena Mizulina, rysk parlamentariker
- Ryssland svarar igen på de europeiska och amerikanska sanktionerna om att införa egna sanktioner i form av inreseförbud för nio personer i den amerikanska regeringen och kongressen. På listan finns följande personer[68][69]:

John McCain, tidigare presidentkandidaten och nuvarande senator
Dan Coats, senator
Harry Reid, ledaren av senaten
Mary Landrieu, senator
John Boehner, ledaren av Representanternas Hus, (Republikan)
Bob Menendez, senator
Carole Atkinson, president rådgivare
Daniel Pfeiffer, president rådgivare
Benjamin Rhodes, president rådgivare

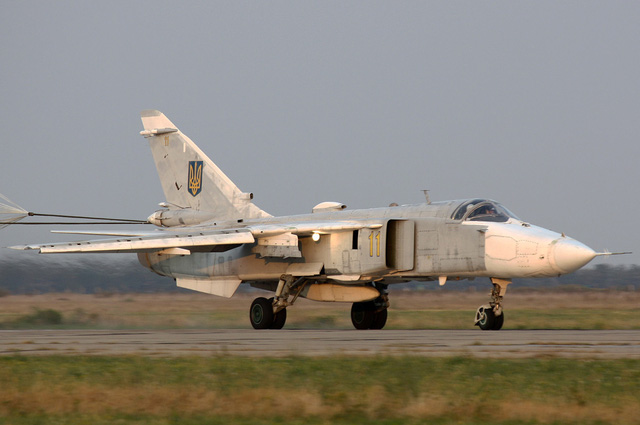
Ett ukrainsk SU-24M av samma typ som havererade flygplanet.

- Ett ukrainskt militärflygplan av typen SU-24M havererade i samband med landning på en flygbas i Chmelnytskyj-regionen. De två ombord lyckades skjuta ut sig och klarade sig utan skador[70]

### 21 mars
- Den ukrainska flygbasen Belkel nära Sevastopol stormades av ryska styrkor. På basen fanns bland annat ett dussin Mig-29:or och förlusten av dessa slår hårt mot Ukrainas militära kapacitet.[70][71]

- Ryska styrkor övertog Ukrainas enda ubåt "Zaporizjzja" som befann sig vid Krim och lät ansluta den till ryska Svartahavsflottans ubåtsdivision.[70][71]

- EU meddelade att man, efter det undertecknade associationsavtalet med Ukraina (se 18 mars), även kommer att göra ansträngningar för att under sommaren 2014 nå ett motsvarande samarbete med Georgien och Moldavien. Dessa före detta sovjetrepubliker har båda två fått se utbrytarrepubliker på sitt territorium (Transnistrien, Abchazien och Sydossetien), i alla tre fallen stödda på militär från Ryska federationen.[72]

- Regeringen i Krim förklarade Mustafa Dzjemilev – under lång tid ansedd som folklig ledare för de 250 000 krimtatarerna – för persona non grata på halvön.[73] Dzjemilev befann sig under Krims nyligen genomförda folkomröstning i Turkiet. Där höll han sedan, efter att det preliminära resultatet av folkomröstningen offentliggjorts, en gemensam presskonferens med Turkiets utrikesminister Ahmet Davutoğlu. Dzjemilev förklarade där att Krimtatarernas mejlis (krimtatarernas högsta beslutande organ) i likhet med Turkiet betraktade folkomröstningen som olaglig och hävdade att resultatet hade manipulerats av Ryssland.[74]

### 24 mars
- Ryska trupper tog kontroll över marinbasen i Feodosija, belägen i östra Krim och 80 ukrainska soldater tillfångatogs. Marinbasen var då en av få militäranläggningar på Krim som fortfarande var under ukrainsk kontroll. Det ryska intagandet av militärbasen genomfördes med hjälp av fyra helikoptrar från vilka fallskärmsjägare firades ner, samtidigt som trupper avancerade från marken med hjälp av pansarfordon och chockgranater. Den tillfällige ukrainske presidenten Oleksandr Turtjynov och det ukrainska försvarsdepartementet gav några timmar senare order om att alla ukrainska trupper ska dras tillbaka från Krim.[57]

### 28 mars
- Vid en ceremoni i Kreml tackade president Putin Ryska federationens militär stationerad på Krim för dess "återhållsamhet och professionalism" under den senaste månadens händelseutveckling. Han tackade även militären för de "precisa och professionella aktioner" som gjorde det möjligt att "stävja provokationer och undvika blodspillan" i samband med hjälpinsatser för att stötta genomförandet av folkomröstningen.[75] Därmed erkände Putin att rysk militär varit inblandad i aktioner i olika delar av Krim, något som tidigare förnekats av den ryska ledningen.[76]